# NIKIIE
NIKIIE（ニキー、1987年10月12日 - ）は、日本の女性シンガーソングライター。茨城県常陸大宮市出身。茨城県立那珂高等学校卒。
もともとは本名で活動していたが、「もっと自分の可能性を広げていける名前を付けたい」ということで、「自分の人生の第“二期（ニキ）”」という意味合いを込めて“NIKIIE”というアーティスト名にした。

## 略歴

### デビュー以前
3歳の時に兄を迎えに行った保育園で先生がピアノを弾いているのを見て、自分も弾きたいと思ったのが音楽との出会い。ピアノを習いたいと1年間両親に懇願し続け、近所にピアノ教室が出来たのをきっかけに、4歳のときにピアノを始める。クラシックだけでなくポップスなども自由に弾かせてくれる先生だったので、カーペンターズやビートルズ、映画やゲームの音楽、ノンフィクションのテレビ番組の曲など、いろいろな曲を弾いていた。
中学3年生の夏休み、姉妹校の交換留学生のプロジェクトで、オーストラリアのシドニーに1週間だけのホームステイをした。
2003年、16歳の夏に作詞作曲を開始。それまで何度も作ろうとしては出来なくて諦めていたが、同い年で自分で作詞作曲している子がいたのが悔しくて始めた。曲を書き始めて半年ほど経った冬、学校の交換留学プログラムに参加、オーストラリアのメルボルンに2週間、二度目のホームステイをしたのがきっかけとなり、本格的な楽曲制作を始める。
高校2年生の頃、彼女が作詞・作曲をしているのを知ったベースとドラムをやっている他校の生徒に誘われて、3ピース・バンドを組むことになった。しかし思い通りにいかないと感じ始め、17歳からソロ活動を開始、水戸 club SONIC等のライブハウスを拠点としたライブを中心に活動を行う。
高校3年生の夏休みに、これで最後にしようと決めていたライブで、自分がやりたいのは「自分の歌詞と自分の曲で歌うことだ」ということがわかり、それまで大学へ行くと言っていたのを撤回して歌手になることを決め、両親を説得する。
高校卒業後に茨城から上京、アルバイトをしながら新宿MARZを中心にライブ活動を数年間続ける。
2009年秋頃に一時活動を休止するが、後にデビュー曲となる「春夏秋冬」が制作できたことがきっかけとなり、活動を再開。再開後初めて出演したライブにてレコードレーベル関係者と知り合ったことをきっかけに、2010年3月に日本コロムビアと契約。9月に、「幻想フォルム」がデビュー前ながらテレビドラマのテーマソングに起用が決定。10月、CDデビューに先駆け、「幻想フォルム」を着うたで配信開始。6月に名古屋市で行われたライブの出演がきっかけとなり、同月より自身初のラジオレギュラー番組『welcome to my room』が放送開始。

### デビュー - 2011年
2010年12月、シングル『春夏秋冬』でメジャーデビュー。全47都道府県の放送局でパワープレイに選定され、デビュー前日時点で総合パワープレイ獲得数77局を記録。また全国FMラジオ局においては42局で獲得し、女性歌手としては2008年に福原美穂が「CHANGE」で獲得した33局を更新し史上最多を記録。総合最多獲得数においても、2009年にさかいゆうが「ストーリー」で、2010年にRakeが「Fly away」で獲得した43局に次ぐ記録となった。本作により、オリコン「oricon power next」2011年1月度アーティストに選出。
2011年2月、iTunes Store「Japan Sound of 2011」で10組のピックアップアーティストのうちの1組に選出。3月、2枚目のシングル『HIDE&SEEK』を発表。4月、初のライブツアー『It's ME, NIKIIE TOUR!!』を全国3ヶ所で開催。同月、3枚目のシングル『紫陽花』を東日本大震災受けて期間限定の無料配信にて発表。配信開始から1ヶ月で15万件を超えるダウンロード数を記録。5月、iTunes Store限定でライブアルバム『iTunes LIVE:NIKIIE'S FIRST BITE』の配信、および『紫陽花』のCDフリーサンプラーの配布をそれぞれ開始。7月、自身初のアルバム『*(NOTES)』を発表。9月より、アルバム発売を記念して2度目のライブツアー『NIKIIE LIVE TOUR 2011 *(POSTSCRIPT)』を全国3ヶ所で、初の単独ピアノ弾き語りツアー『NIKIIE 弾き語りTOUR 2011 *(PIANOSCRIPT)』を全国3ヶ所で、それぞれ開催。

### 2012年 -
2012年2月、2度目のテレビドラマ主題歌となる「涙星」を配信開始。4月、初のミニアルバム『hachimitsu e.p.』を発表。6月、初のアニメ主題歌として起用された「Duty Friend」を配信限定シングルとして発表。同月、ライブツアー『NIKIIE LIVE TOUR 2012 "hachimitsu"』を全国4ヶ所で開催。
2016年より、アニメーション作品の音楽を総合的に手がけるクリエイティブユニット(K)NoW_NAMEのボーカルも担当している。
2017年からは「REIS（レイス）」名義で、ロックバンド「DADARAY」のボーカルも担当している。

## 音楽性
主にピアノ弾き語りのスタイルでライブ等では演奏を行う。作曲は主にピアノを使用して行うが、ギターを用いて行うこともある。CD作品においては、ほとんどの楽曲でピアノ演奏を自らで行うほか、編曲も「TOXIN」「カラノイズ」（いずれも2011年）など、一部の楽曲では自ら手掛ける。
最も影響を受けたアーティストとしてベン・フォールズとキャロル・キングの名を挙げているほか、好きなアーティストにヴァネッサ・カールトン、P!NK、ミシェル・ブランチ、ブリトニー・スピアーズなどを挙げている。

## ディスコグラフィー

### シングル
|          | 発売日                      | タイトル    | 規格品番              | 順位 |
| -------- | --------------------------- | ----------- | --------------------- | ---- |
| 1st      | 2010年12月1日               | 春夏秋冬    | COCA-16428            | 63位 |
| 2nd      | 2011年3月9日                | HIDE&SEEK   | COCA-16448            | 82位 |
| 3rd      | 2011年4月20日 2011年5月25日 | 紫陽花      | COKM-31056 PRCL-10058 |      |
| 先行配信 | 2012年2月29日               | 涙星        | COKM-31265            |      |
| 配信限定 | 2012年6月6日                | Duty Friend | COKM-31296            |      |
| 配信限定 | 2013年7月17日               | HAHAHAh     | COKM-32070            |      |
| 配信限定 | 2013年8月12日               | 華          | COKM-32071            |      |
| 配信限定 | 2013年9月18日               | Subway      | COKM-32072            |      |
| 配信限定 | 2013年10月23日              | Signal      | COKM-32073            |      |
| 配信限定 | 2014年3月5日                | どこまでも  | COKM-32402            |      |

### アルバム
|          | 発売日        | タイトル                        | 規格品番                                     | 順位  |
| -------- | ------------- | ------------------------------- | -------------------------------------------- | ----- |
| 配信限定 | 2011年5月25日 | iTunes LIVE:NIKIIE'S FIRST BITE | COKM-31088                                   |       |
| 1stフル  | 2011年7月13日 | *(NOTES)                        | COZP-515〜516（初回盤） COCP-36815（通常盤） | 29位  |
| 1stミニ  | 2012年4月11日 | hachimitsu e.p.                 | COCP-37254                                   | 46位  |
| 2ndミニ  | 2012年9月19日 | CHROMATOGRAPHY                  | COZP-709〜710（初回盤） COCP-37574（通常盤） | 58位  |
| 2ndフル  | 2013年1月30日 | Equal                           | COZP-747〜748（初回盤） COCP-37789（通常盤） | 46位  |
| 3rdフル  | 2014年5月21日 | Pianism                         | COCP-38547～8（初回盤） COCP-38549（通常盤） | 45位  |
| 3rdミニ  | 2017年5月16日 | TRANSFER                        | BARIST-1                                     | 124位 |

### 楽曲提供作品
- 入野自由「Live Your Dream」(2019年3月20日)
  - 1. 誰からも愛されるあなたのように (作曲)[21]
- 入野自由「Life is...」(2020年11月4日)
  - 5. 優しさは誰のためにあるんだろう (作詞、作曲)[21]

## ミュージックビデオ
| 監督              | 曲名                                                                                 |
| 熊谷周太/鈴木啓太 | 「どこまでも」                                                                       |
| 島田大介          | 「HIDE&SEEK」「NAME」「春夏秋冬」「紫陽花」                                          |
| 直                | 「STAR from「It's ME,NIKIIE TOUR!!」」                                               |
| 中村浩紀          | 「Colourful」「Duty Friend」「Everytime」「Morning in the dark」「カナリア」「涙星」 |
| 山城竹識          | 「幻想フォルム」                                                                     |
|                   |                                                                                      |

## タイアップ
| 曲名               | タイアップ                                                                                |
| ------------------ | ----------------------------------------------------------------------------------------- |
| 春夏秋冬           | 日本テレビ系『ハッピーMusic』POWER PLAY                                                   |
| 春夏秋冬           | 日本テレビ系『音龍門』Baby Dragon's Gate                                                  |
| 春夏秋冬           | ANA『誘うドラマ』キャンペーンソング                                                       |
| 春夏秋冬           | 長崎国際テレビ『MUSIC PROGRAM AIR』オープニングテーマ                                     |
| 幻想フォルム       | テレビ東京系ドラマ『モリのアサガオ 新人刑務官と或る死刑囚「絆」の物語』オープニングテーマ |
| HIDE&SEEK          | 代々木ゼミナールCMソング                                                                  |
| HIDE&SEEK          | スペースシャワーTV2011年3月度POWER PUSH選出曲                                             |
| 紫陽花             | tvk『saku saku』2011年5月度エンディングテーマ                                             |
| NAME               | TBS系『CDTV』2011年7月度エンディングテーマ                                                |
| 涙星               | テレビ朝日系ドラマ木曜ミステリー『科捜研の女』第11シリーズ後期主題歌                      |
| カナリア           | 日本テレビ系『ハッピーMusic』2012年4月度エンディングテーマ                                |
| カナリア           | NEC『LaVie L』『VALUESTAR』各CMソング                                                     |
| Duty Friend        | 日本テレビ系アニメ『LUPIN the Third -峰不二子という女-』エンディングテーマ                |
| Everytime          | TBS系『マツコの知らない世界』エンディングテーマ                                           |
| LIGHT              | ハウステンボスのイルミネーションイベント『光の王国』CMソング（2012年11月7日〜）           |
| harmonic harmonist | イシンホームCMソング                                                                      |
| どこまでも         | ハウステンボス2014春「バラ祭」CMソング                                                    |
| Take My Hand       | フジテレビ系月9ドラマ『突然ですが、明日結婚します』挿入歌                                 |

## 出演
主要な出演のみの記載とする。

### ラジオ
- welcome to my room（ZIP-FM、2010年10月6日 - ）
- NIKIIE RADIO（bayfm『bayfm MONTHLY ARTIST SPECIAL』枠内、2010年12月2日 - 12月30日）
- MONTHLY DRAGON（TOKYO FM『RADIO DRAGON』枠内、2011年3月7日 - 3月28日、7月4日 - 7月25日）
- SPEAK OUT!（J-WAVE『TOKYO REAL-EYES』枠内、2011年4月1日 - ）
- NIKIIEのオールナイトニッポンR（2011年5月6日）
- PORT Tasting Music（FM PORT、2011年7月8日）
- サンデースペシャル「NIKIIE'S *(NOTES)」（FM愛知、2011年7月17日）
- ふくしまFM プライムミュージック NIKIIEスペシャル（ふくしまFM、2011年7月17日）
- NIKIIE SPECIAL「セルフライナー*(NOTES)」（FM岩手、2011年7月17日）
- NIKIIE *(NOTES) SPECIAL（FMぐんま、2011年7月18日）
- J-WAVE HOLIDAY SPECIAL PEPSI NEX presents「GO NEXT! GO SUMMER!」（J-WAVE、SPECIAL REPORTリポーター担当、2011年7月18日）
- NIKIIE Special Program「*(NOTES)」（FM熊本、2011年8月14日）
- SPECIAL PROGRAM NIKIIE'S NOTE（FM NORTH WAVE、2011年8月14日）
- フラップザミュー NIKIIEのスペシャルノーツ（FM鹿児島、2011年8月14日）
- SUNDAY NIGHT SPECIAL NIKIIE on the Radio（ZIP-FM、2011年8月21日）
- RADIPEDIA（J-WAVE 2012年10月2日 - 水曜日レギュラー）

### 雑誌連載
- talk traveling（ソニー・マガジンズ『WHAT's IN?』2011年3月号 - ）
- WHAT I WANT 4 ME!!（双葉社『JILLE』2011年3月号 - 8月号）

## ライブ
- FM FUKUOKA presents NIKIIEプレミアムトーク&ライブ
  - FM FUKUOKA主催による招待制ライブ。メジャーデビュー後初の単独開催イベント。
  - 2010年12月28日：FM FUKUOKA アクサダイレクトスタジオ
- NIKIIE'S FIRST BITE
  - シングル『春夏秋冬』購入者を対象とした招待制ライブ。
  - 2011年1月9日：原宿 アストロホール
  - 2011年1月21日：大阪 umeda AKASO
  - 2011年1月22日：名古屋 Heart Land STUDIO
- It's ME, NIKIIE TOUR!!
  - メジャーデビュー後初の有料ワンマン全国ツアー。
  - 2011年4月7日：大阪 Shangri-La
  - 2011年4月8日：名古屋 ell.FITS ALL
  - 2011年4月10日：渋谷 duo MUSIC EXCHANGE
- NIKIIE 2nd maxi single『HIDE&SEEK」発売記念プレミアムライブ
  - シングル『HIDE&SEEK」購入者を対象とした招待制ライブ。
  - 2011年4月15日：福岡 ROOMS
  - 2011年4月21日：札幌 KRAPS HALL
- 『紫陽花』無料発売記念FREE RADIO LIVE
  - ラジオ放送によるライブ。
  - 2011年4月21日：J-WAVE
- NIKIIEサロンライブ
  - 2011年5月28日：FM-FUJI本社内サロン
- NIKIIE SPECIAL LIVE@SHIBUYA BOXX
  - CD販売店バイヤー対象のコンベンションライブ。一般観覧はUstreamによる中継。
  - 2011年7月1日：渋谷BOXX
- NIKIIE'S 3rd BITE
  - アルバム『*(NOTES)』購入者を対象とした招待制ライブ。
  - 2011年7月31日：キャナルシティ博多 B1Fサンプラザステージ
  - 2011年8月4日：札幌 ホールステアーズエスプレッソバー
  - 2011年8月9日：仙台 カフェモーツァルトアトリエ
  - 2011年8月10日：大阪 Flamingo the Arusha
  - 2011年8月16日：浜松 Live House 窓枠 Cafe「AOZORA」
  - 2011年8月19日：広島 楽座
  - 2011年8月21日：新潟 ライブカフェ・アリナ
  - 2011年8月23日：渋谷BOXX
- ROCK IN JAPAN FESTIVAL 2011
  - 初の大規模音楽フェスティバル出演。
  - 2011年8月6日：国営ひたち海浜公園
- NIKIIE LIVE TOUR 2011 *(POSTSCRIPT)
  - 2011年9月16日：札幌 KRAPS HALL
  - 2011年9月18日：仙台 CLUB JUNK BOX
  - 2011年9月25日：名古屋 BOTTOM LINE
  - 2011年9月29日：大阪 BIG CAT
  - 2011年9月30日：広島 ナミキジャンクション
  - 2011年10月7日：赤坂BLITZ
  - 2011年8月21日：福岡 DRUM Be-1
  - 2011年8月23日：水戸 club SONIC
- NIKIIE 弾き語りTOUR 2011 *(PIANOSCRIPT)
  - 2011年9月23日：新潟 ジョイアミーア
  - 2011年9月18日：高松 SPEAK LOW
  - 2011年9月25日：浜松 Live House 窓枠
- NIKIIE LIVE TOUR 2012 "hachimitsu"
  - 2012年6月17日：福岡 ROOMS
  - 2012年6月23日：大阪 umeda AKASO
  - 2012年6月24日：名古屋 BOTTOM LINE
  - 2012年6月29日：渋谷 duo MUSIC EXCHANGE
- 2012年3月17日:HAPPY JACK 2012
- 2012年3月18日:MUSIC CUBE 12
- 2012年6月2日:SAKAE SP-RING 2012
- 2012年8月4日・11日:情熱大陸 SPECIAL LIVE SUMMER TIME BONANZA'12
- 2012年10月7日:ZIP-FM 19th ANNIVERSARY ZIP AUTUMN SQUARE -POWER TO THE PEOPLE-
- 2012年10月13日:MINAMI WHEEL 2012
- 2012年10月14日〜11月24日:NIKIIE LIVE TOUR 2012 "CHROMATOGRAPHY"
- 2012年11月29日:井手綾香 two women tour「ふたりらいぶ ふたりらいふ その1」
- 2013年3月9日〜4月7日:NIKIIE ACOUSTIC TOUR 2013 "Equal"
- 2013年3月17日:HAPPY JACK 2013
- 2013年6月9日:SAKAE SP-RING 2013
- 2013年7月16日:聴かせたい歌がある
- 2013年8月24日:RADIO BERRY ベリテンライブ2013 ～宇都宮ESPRIT～
- 2013年11月27日:井手綾香two women tour2013「ふたりらいぶ ふたりらいふ その2」
- 2013年12月4日:bayfm MUSIC METRO vol.4
- 2014年2月6日:Beautiful Song Box
- 2014年2月21日:Urban Pops ～Rie fu × NIKIIE～
- 2014年3月5日:One live One school vol.3 Collect Your Piece ～カケラを集めて一つの形に～ shibuya eggman 33th Aniversary
- 2014年6月8日:SAKAE SP-RING 2014
- 2014年8月4日:音霊 OTODAMA SEA STUDIO 2014 「笑って、歌って、恋をして」
- 2014年8月23日:RADIO BERRY 20th ANNIVERSARY ベリテンライブ2014 ～宇都宮ESPRIT～
- 2014年10月4日:MEGA★ROCKS 2014
- 2014年12月20日:『saku saku』 presents冬のプレミアムライブ2014
- 2015年2月7日・22日:Rihwa Greeting Tour 2015
- 2015年8月22日:RADIO BERRY ベリテンライブ 2015 ～Utsunomiya ESPRIT～
- 2015年9月11日:鉄ロックフェスティバル特別編 ～ジージopen5周年記念スペシャル～
- 2016年1月30日:Salley Gardens～柳の庭の音楽会～Vol.2